# Ansignan
Ansignan là một xã thuộc tỉnh Pyrénées-Orientales phía nam nước Pháp. Ansignan có diện tích 7,84 km2, dân số năm 2006 là 186 người. Khu vực này có độ cao trung bình 235 mét trên mực nước biển.

## Thông tin nhân khẩu
| 1794                                      | 1800 | 1806 | 1820 | 1831 | 1836 | 1841 | 1846 | 1851 | 1856 | 1861 |      |
| ----------------------------------------- | ---- | ---- | ---- | ---- | ---- | ---- | ---- | ---- | ---- | ---- | ---- |
| 221                                       | 248  | 276  | 277  | 317  | 306  | 307  | 288  | 301  | 271  | 287  |      |
| 1866                                      | 1872 | 1876 | 1881 | 1886 | 1891 | 1896 | 1901 | 1906 | 1911 | 1921 |      |
| 293                                       | 295  | 273  | 276  | 281  | 289  | 274  | 300  | 278  | 248  | 252  |      |
| 1926                                      | 1931 | 1936 | 1946 | 1954 | 1962 | 1968 | 1975 | 1982 | 1990 | 1999 | 2006 |
| 246                                       | 268  | 263  | 245  | 229  | 225  | 259  | 225  | 194  | 212  | 198  | 186  |
| Tính từ năm 1962: Dân số không tính trùng |      |      |      |      |      |      |      |      |      |      |      |